# CBS This Morning
CBS This Morning (CTM) è stato un programma televisivo statunitense andato in onda sulla CBS dal 30 novembre 1987 al 29 ottobre 1999 e di nuovo dal 9 gennaio 2012 al 6 settembre 2021. Il programma è andato in onda dal lunedì al sabato. Il 31 agosto 2021, la CBS ha annunciato che il programma nei giorni feriali sarebbe stato sostituito con CBS Mornings a partire dal 7 settembre 2021, mentre l'edizione del sabato è stata rinominata CBS Saturday Morning il 18 settembre 2021.

## Storia
L'incarnazione originale di CBS This Morning fece il suo debutto il 30 novembre 1987, con i conduttori Harry Smith, l'ex anchor di notizie di Good Morning America Kathleen Sullivan, e Mark McEwen, rimasto dal predecessore intensamente incentrato sull'infotainment, The Morning Program, nel ruolo di meteorologo e annunciatore. Sullivan fu sostituita da Paula Zahn il 26 febbraio 1990. Per quasi tutta la sua durata, il programma si è mantenuto al terzo posto nelle classifiche; tuttavia, era di solito molto più competitivo rispetto alle sue otto edizioni precedenti nel palinsesto mattutino.
A partire dal 26 ottobre 1992, nel tentativo di evitare che le affiliate abbandonassero il programma, CBS aumentò il tempo disponibile durante la trasmissione per le stazioni locali, la maggior parte delle quali trasmetteva i propri programmi di notizie pre-mattutine prima dell'inizio delle notizie nazionali. Tuttavia, diverse stazioni CBS in mercati di alto livello, come le allora affiliate WJBK a Detroit, WAGA ad Atlanta, WHDH a Boston e KDKA a Pittsburgh (che, al 2022, è ancora una stazione CBS), abbandonarono il programma in favore di una programmazione locale o in syndication. KDKA riprese la trasmissione del programma nell'estate del 1995. Un'altra stazione, KPIX a San Francisco, aveva pianificato nel 1994 di trasmettere comunque CBS This Morning, ma dalle 4:00 alle 6:00 PST, come introduzione al suo programma mattutino.

## Conduttori
La seconda edizione del programma è stata originariamente condotta da Charlie Rose, Erica Hill e Gayle King. Hill lasciò lo show circa sei mesi dopo il suo debutto, e fu sostituita da Norah O'Donnell. Nel novembre 2017, Rose è stato sospeso e successivamente licenziato in seguito alle accuse di molestie sessuali mosse contro di lui che sono diventate di dominio pubblico. Il 9 gennaio 2018, il presidente di CBS News David Rhodes ha annunciato che l'ex conduttore di Face the Nation John Dickerson si sarebbe unito a Gayle King e Norah O'Donnell come terzo co-conduttore del programma. Il 3 ottobre 2018 è stato annunciato che la corrispondente Bianna Golodryga si sarebbe unita allo show come quarta co-conduttrice. Nell'aprile 2019, Golodryga ha lasciato CBS News. Il 6 maggio 2019, è stato annunciato che John Dickerson e Norah O'Donnell avrebbero lasciato CBS This Morning, con Anthony Mason e Tony Dokoupil nominati come successori.

## Riconoscimenti
CBS This Morning ha vinto un Peabody Award nel 2014 per "il suo sguardo tempestivo e significativo sul volto e la mente di un tiranno" in "One-on-One with Assad".